# برايان دوفي
برايان دوفي (بالإنجليزية: Brian Duffy)‏ هو مصور ومنتج أفلام بريطاني، ولد في 15 يونيو 1933 في لندن في المملكة المتحدة، وتوفي في 31 مايو 2010 في المملكة المتحدة.

## وصلات خارجية
- برايان دوفي على موقع IMDb (الإنجليزية)
- برايان دوفي على موقع IMDb (الإنجليزية)
- برايان دوفي على موقع ميوزك برينز (الإنجليزية)
- برايان دوفي على موقع ديسكوغز (الإنجليزية)
- برايان دوفي على موقع قاعدة بيانات الفيلم (الإنجليزية)